# Wild Arms
Wild Arms (ワイルドアームズ?, Wairudo Āmuzu) è un videogioco di ruolo prodotto dall'azienda di software Media. Vision e distribuito originariamente in Giappone nel 1996 per la console per videogiochi PlayStation, e più tardi tradotto e distribuito nel Nord America nel 1997, e in Europa nel 1998 dalla Sony Computer Entertainment.
È degno di nota non solo per essere tra i primi GDR su PlayStation, ma anche per avere delle caratteristiche "western". Il gioco presenta dei normali lineamenti grafici nel normale gameplay, mentre le sequenze delle battaglie sono state realizzate in 3D.
Wild Arms prende vita nel fantasioso mondo di Filgaia, dove saranno seguite le avventure di una banda di furfanti e avventurieri chiamati "Cacciatori di sogni" che percorreranno il mondo in cerca di eccitanti eventi e fortuna. I giocatori devono assumere il controllo di un giovane ragazzo chiamato Rudy che ha l'abilità di controllare delle potenti armi (ARMs) simili a pistole, dimenticate da un'antica civiltà. Più avanti, con i suoi compagni Jack e Cecilia, si dovranno utilizzare le proprie capacità per navigare attraverso le terre incontaminate e gli ampi labirinti di Filgaia e prevenire che il mondo venga distrutto dai demoni.
Nel novembre 2003, un avanzato remake di Wild Arms fu titolato Wild Arms Alter Code: F, fu realizzato per PlayStation 2 in Giappone, e una versione nordamericana prodotta e commercializzata nel 2005. In aggiunta alla miglior grafica, Alter Code: F possiede molte più caratteristiche: nuovi personaggi, nuovi scenari, nuove colonne sonore e uno scritto più ampliato.
Il 6 dicembre 2007 Wild Arms fu reso disponibile su PlayStation Network, ed è possibile giocarci su PlayStation Portable e, con l'operazione di aggiornamento a 1.70, su PlayStation 3.
Wild Arms è anche uno dei numerosi giochi di ruolo influenzati dallo stile del celebre Final Fantasy VI per Super Nintendo Entertainment System.

## Modalità di gioco
Wild Arms è un GDR che coinvolge il giocatore a controllare tre personaggi nel corso dell'avventura: Rudy, Jack e Cecilia. Il gioco si presenta con una grafica bidimensionale dall'alto verso il basso, dove il giocatore ha una vista più ampia di quello che accade sullo schermo. Mano a mano che si avanza nella trama, il giocatore disporrà un certo numero di scenari in cui sarà coinvolta anche la navigazione attraverso gli arcipelaghi di Filgaia e, il giocatore, dovrà vedersela contro i nemici che appariranno in maniera casuale.
I personaggi si sviluppano e progrediscono guadagnando i punti esperienza alla fine di ogni battaglia, aumentando così il loro livello, dando loro le magie e tecniche sempre più potenti si potranno affrontare i demoni e i boss che (ovviamente) saranno sempre più forti. Durante il gioco si potranno perfezionare e potenziare le armi che possono essere comprate in negozi speciali che sono sparsi nelle città di tutta Filgaia, e nuove abilità e magie possono essere imparate per aiutare nelle sfide più dure.
Dei dispositivi speciali chiamati "Strumenti" unici per tutti i personaggi che permettono risolvere situazioni invalicabili fuori dalle battaglie. Questi elementi possono essere ottenuti solo in certi punti del gioco, e sono in grado di scoprire zone nascoste, distruggere oggetti e risolvere puzzle. Per esempio lo strumento di Rudy "bomba" può distruggere delle rocce e altri impedimenti presenti nel gioco, oppure il "gancio" di Jack permette al gruppo di muoversi attraversando le voragini.

### Sistema di Battaglia
Diversamente dal normale gameplay, in cui tutti i personaggi e l'ambiente grafico sono bidimensionali, i combattimenti sono resi tutti interamente in 3D. Wild Arms usa una struttura di battaglia a turni in cui il giocatore deve scegliere l'azione da compiere nel menù dei comandi. L'ordine in cui ogni personaggio o nemico realizza queste azioni è basato sulla "reazione" (RES), statistica che denota quanto un personaggio o nemico si comporta più o meno rapidamente. Più è alta la reazione del personaggio più probabile è che il personaggio attacchi prima del nemico. Il giocatore ha l'opportunità di utilizzare gli oggetti curativi ogni turno, fuggire dalla battaglia, attaccare normalmente o usando speciali abilità. Le unità nemiche sono sconfitte quando i loro punti ferita, una numerica rappresentazione della loro vitalità, è ridotta a zero. I punti ferita possono essere ridotti attaccando un nemico con l'attacco standard, abilità speciali o magie.
Ognuno dei tre personaggi giocabili ha un'unica collezione di abilità che possono essere usate per sconfiggere nemici o porre assistenza ai membri del gruppo. Rudy utilizza le "ARMs", potenti anche se limitati attacchi che richiedono delle armi da fuoco che consumano una unità di munizioni, Le "Mosse rapide" di Jack possono danneggiare gli avversari in vari modi, le magie di Cecilia possono recuperare i punti ferita del gruppo e aumentare le statistiche oppure danneggiare nemici con delle magie offensive. Inoltre, un personaggio può equipaggiarsi con degli speciali elementi chiamati "Rune" che permettono di evocare dei potenti guardiani in grado di aiutare il gruppo nella battaglia. Nuove abilità sono acquisite con l'avanzare della storia principale, completando delle ricerche secondarie o comprandole in dei negozi.
Durante il combattimento, ogni personaggio ha una "Barra di potenza" divisa in quattro sezioni chiamate "Livelli". Con l'aumento della barra, il giocatore potrà usare una delle quattro "Tecniche Potenti", che sono disponibili solo in certe aree del gameplay. Queste tecniche permettono al personaggio di realizzare delle speciali azioni ogni volta che attacca o usa abilità, aggiungendo agli attacchi, migliorandone l'efficacia . L'abilità di Cecilia "Mistico" , per esempio, può usare un elemento che influirà su tutti i personaggi anziché uno solo mentre"Acceleratore" di Jack da a lui l'opzione di agire per primo nel prossimo turno di combattimento, senza tener conto della sua o della velocità del nemico. Mano a mano che la Barra della Potenza aumenta l'abilità avrà un maggior effetto.

### Sistema dei guardiani
Come un normale equipaggiamento, le rune possono alterare le statistiche dei personaggi per renderli più resistenti nei loro punti deboli, come per esempio aumentare la Reattività, oppure incrementare i danni quando si effettua un normale attacco. Equipaggiando questi elementi si dà il beneficio al personaggio di evocare delle potenti creature sovrannaturali in grado di attaccare tutti i nemici o, in certi casi, di supportare gli alleati con delle magie benefiche. Le rune possono essere ottenute solo in certi punti nascosti all'interno dei dungeon o, semplicemente, con il progredire della trama. Ogni attacco dei guardiani ha, come le magie di Cecilia, degli effetti elementali che risultano efficaci contro certi nemici.

## Trama

### Scenario
Wild Arms prende vita nel mondo di Filgaia (Fargaia nella versione giapponese), un fantastico mondo simile al Vecchio West americano e all'Europa medioevale. Il disegno del Vecchio West si presenta
in modo totalmente complesso dal gioco, benché esistano vari territori e climi esistano intorno al mondo, vasti deserti, enormi voragini, canyon, e piccole praterie compongono la maggior parte del territorio. Esistono diverse città e villaggi, di cui alcune presentano dei caratteri del vecchio mondo europeo composto di architetture e castelli, mentre alcune città assomigliano alle città americane ad antichi sobborghi. La tecnologia del tempo è girata prima della rivoluzione industriale, con degli anticipi quali i motori che entrano in uso. Un tema ricorrente nel gioco è la tecnologia distruttiva quali le pistole e le armi da fuoco che sono vedute come tecnologia pericolosa e quindi temuta dal popolo generale.

### Personaggi
In Wild Arms compaiono tre personaggi giocabili.
Rudy Roughnight (Rody Roughnight nella versione giapponese e Rudy Roughknight nelle ulteriori traduzioni inglesi) è un ragazzo di 15 anni cresciuto in un remoto villaggio il quale lo ha tenuto orfano per alcuni anni prima dell'inizio del gioco quando il suo nonno morì. Sotto la protezione del Sindaco della città, Rudy lavorava come bracciante per il suo vicino fino a un giorno in cui un ragazzo del posto, in cerca di erbe medicinali per curare suo padre malato, si disperse in una caverna fuori dalla città. Affrettato a salvarlo, Rudy alla fine ritrovò e salvò il bambino, ma inavvertitamente risvegliarono il demone che albergava nella caverna. Abilmente, Rudy sconfigge il mostro e salva il villaggio ma mette in allerta i cittadini che si accorgono dell'ARM proibita in suo possesso, gli stessi cittadini dicono a Rudy di abbandonare la città e non farsi più vedere al villaggio, Rudy ricomincia la sua vita in solitudine, accettando una vita da avventuriero e da viandante. Dopo aver perso il proprio braccio (da una spada in Wild Arms, e da una arma da fuoco in Wild Arms Alter Code: F), Rudy scoprì di essere un Holmcross - Uno dei progetti destinati a essere armi che condividessero la fisiologia del metallo che costituisce i demoni ma terminati poiché erano troppo violenti e pericolosi. Ma Rudy venne adottato da un uomo chiamato Zepet che assunse il ruolo di suo nonno che se ne curava, dando a Rudy un cuore e le capacità di proteggere e amare, guidandolo fuori dal diventare un'arma di distruzione come suo fratello. L'umore di Rudy è quello del protagonista silenzioso, benché abbia poche battute in alcuni punti del gioco.
Jack Van Burace (Zakk Vam brace nella versione giapponese) è cercatore di tesori e uno spadaccino-mercienario che vaga per il mondo in cerca della "Forza Assoluta" che gli concederà il confronto con il suo stravolto passato. Dal momento della scoperta di un'antica macchina olografica all'interno di una rovina, Jack apprende delle informazioni al riguardo di un'antica razza chiamata "Elw" che aveva sviluppato delle diverse forme di tecnologia avanzata. Jack s'incamminò per la città di Adelhyde per trovare più informazioni che lo mettessero in direzione della sua meta. Jack accompagnato dal suo compagno Hanpan un topo appartenente alla famiglia dei "Wind Mouse" che ha l'abilità di capire e parlare il linguaggio degli umani, e spesso dà a Jack delle importanti informazioni.
Cecilia Lynne Adlehyde (Cecilia Raynne Adlehyde nella versione giapponese) è una giovane maga che ha speso gran parte della sua vita a studiare alla scuola di magia chiamata Abbazia Curan. Il suo diciassettesimo compleanno all'inizio del gioco la segna a diventare parte della regale famiglia di Adlehyde. Prima che possa andarsene dall'Abbazia, Cecilia viene contattata da una misteriosa voce che la invita nella sua biblioteca nascosta posta in un luogo segreto dell'Abbazia. E là si confronterà e sconfiggerà un demone usando le sue magie di principiante, e libera una potentissima entità conosciuta come "Guardiano" da un libro sigillato. Il guardiano informa Cecilia che il suo sangue reale concederà a lei di essere una sorta di "medium" tra il mondo reale e la dimensione degli spiriti occupato da apparizioni di tutte le forze elementali del mondo, e che lei sarà utile ad assicurare e a ricostruire il futuro dell'arido pianeta. Durante la sua vita lei detestava di essere conosciuta come "La Principessa" e non come persona. Una delle ragioni per cui si è unita a Rudy e Jack era di non essere lasciata sola.

## Storia
Mille anni prima degli eventi di Wild Arms, una guerra infuriò tra gli abitanti di Filgaia e i demoni che cercavano di usare il pianeta come nuova casa. Prima dell'aspra battaglia, Gli umani condussero la cattura del capo dei demoni, "Madre", e la sigillarono nelle profondità di un castello situato nella tundra di Arctica. Incapaci di distruggere completamente il suo corpo che si rigenerava in continuazione, gli abitanti di Arctica rimossero da Madre il cuore e lo ruppero in tre pezzi, imprigionata dentro un bozzolo, i pezzi del suo cuore furono sigillati dentro alcune statue di pietra sparse per il mondo. Senza più un leader, la maggior parte dei demoni scomparve, pochi rimasero in luoghi remoti per più di cento anni, e alla fine lanciarono un attacco al castello per riscattare l'incapacitato corpo di Madre. Dopo essere riusciti nella loro missione, un piccolo gruppo di demoni conosciuti come i Quarti Cavalieri rimane a vigilare sul corpo di Madre in una fortezza protetta da una potente forza. I Quarti Cavalieri cominciano a raccogliere informazioni sulla locazione delle statue dei guardiani e sperano che un giorno riusciranno a rianimare Madre e conquistare Filgaia.
Molto tempo è passato, Le voci sull'antica invasione stanno diminuendo, anche se storie su demoniache armi come "ARM" persistono ancora nelle memorie di molti. Quando un misterioso bambino chiamato Rudy arrivò nel piccolo villaggio di Surf, portò con sé una ARM a suo fianco. Il sindaco, temendo per l'incolumità del ragazzino, nascose l'arma. Fino a che Rudy compì 15 anni, Rudy visse la sua tranquilla vita nel villaggio di Surf fino a quando si scoprì che aveva l'abilità fisica di controllare l'arma proibita, la gente pensò che era un portatore di terrore e di disgrazie e per questo venne espulso dal villaggio. Raggiungendo la città di Adlehyde, Rudy incontra Cecilia, una maga principiante e erede della famiglia reale di Adlehyde, e Jack, un ostinato cercatore di tesori. Il trio si unisce per la prima volta per aiutare una ingegnere chiamata Emma, che sta ricercando unn antica tecnologia vicino a una tomba e crede ci siano delle tracce della guerra dei demoni, ma risvegliano il mostro della tomba, che riescono a sconfiggere. Al momento della scoperta di un oggetto, una creature-robot chiamata "Golem", i tre avventurieri scortano Emma e la sua scoperta fuori da Adlehyde per esibirlo al festival delle rovine. Durante l'evento, mentre alcuni golem erano in mostra, una piccola schiera di demoni condotta dai Quarti Cavalieri procedette a incendiare la città, rubare i golem, e ferire mortalmente il padre di Cecilia, il Re. Per risparmiare i sopravvissuti di Adlehyde, Cecilia dà ai Quarti cavalieri il cimelio di famiglia, un amuleto chiamato "Gemma a Goccia" che ha delle magiche proprietà che i demoni vogliono usare per accelerare la rianimazione di Madre. Quando gli invasori si ritirano dalla città, Rudy e i suoi amici fanno un patto con i cavalieri per riprendere il controllo di Filgaia, e per ristorare le assopite forze elementali che il mondo aveva perso con la prima invasione dei demoni.
Viaggiando per Filgaia, gli eroi si dirigono per un abbandonato tempio del guardiano per guadagnare l'alleanza con i mistici guardiani che mantengono le forze della natura di tutto il pianeta. Una volta diventati amici, i guardiani dicono a Rudy e ai suoi amici che i demoni stanno per resuscitare il loro leader, e l'unico modo che hanno per liberare Madre dal bozzolo che la tiene imprigionata, è quello di distruggere le tre statue dei guardiani sparse per Filgaia. Utilizzando l'antica tecnologia Elw disponendo dei dispositivi di teletrasporto, il gruppo viaggia per il mondo per fermare i Quarti Cavalieri dalla distruzione delle statue, ma falliscono nel loro intento. La conseguente resurrezione di Madre accorre, ma i demoni vengono informati da Madre che intende distruggere Filgaia piuttosto che sottometterla, e dice ai suoi seguaci che le loro morti seguiranno poco dopo.
Capendo che l'unica strada per sconfiggere i demoni sia quella di combatterli nella loro fortezza, la Fotosfera, Rudy, Jack e Cecilia raccolgono i materiali necessari per entrare nella tomba dell'ultimo golem, il Golem di Terra - Asgard. Convinto ad aiutarli nella loro battaglia, Asgard neutralizza lo scudo protettivo intorno alla Fotosfera, garantendo l'accesso a Rudy, Jack e Cecilia. Con l'aiuto di una misteriosa figura incappucciata, gli eroi riacquisiscono la Gemma a Goccia di Cecilia, però attivano incautamente un'altra forza intorno alla fortezza, e combattono direttamente contro Madre dopo averla risvegliata, dopo aver distrutto il suo corpo la Fotosfera precipita e affonda nell'oceano. Pensando che il peggio abbia la meglio, il trio s'incammina per Adlehyde quando si scontra con i Quarti Cavalieri, che li informano che il loro piano di conquistare Filgaia in mancanza del loro leader, e il misterioso personaggio incappucciato che avevano incontrato era Zeikfried, il capo dei Quarti Cavalieri che tradì Madre. I demoni tentano di distruggere una "linea di equilibrio" che agisce su Filgaia - l'ultima risorsa dei guardiani per connettere le loro forze rimaste e conservare il pianeta. Questi piani sono temporaneamente ostacolati all'ultimo momento da Zeikfried che getta in una spaccatura dimensionale i tre eroi. Ritrovatosi sotterrato sotto le macerie della Fotosfera, Zeikfried s'imbatte nel deformato volto di Madre, che lo inghiotte. Comunque, i demoni rimasti trovano un'altra strada per distruggere la linea di equilibrio per creare la loro Gemma a Goccia progettata per distruggere anziché per creare la vita e usare i teletrasporti Elw per distribuirla in tutta Filgaia, gettando le forze della natura nel caos. Però si scopre che uno dei Quarti Cavalieri non era un demone, ma il perduto amore di Jack, aumentando la sua vendetta.
Più tardi, i demoni scoprono di una struttura enorme costruita su una Luna che orbita intorno a Filgaia, Malduke, costruita molto tempo fa era utilizzata come stazione spaziale per fini residenziali e militari, possiede una potentissima arma che poteva distruggere Filgaia. Nella nuova base dei demoni, la torre Ka dingel, che si collega con Malduke, Rudy, Jack e Cecilia si scontrano con il resto dei loro avversari prima di raggiungere Malduke. Dentro il santuario di Malduke, si scontrano con Zeikfried, che trasforma nella resuscitata Madre. Questa nuova creature, Motherfried, affronta gli eroi con l'intenzione di usare la principale arma di Malduke per distruggere Filgaia, tuttavia viene sconfitta.
Comunque, dopo aver sconfitto l'ultimo dei demoni, sembra essere troppo tardi per fermare la potente arma di Malduke dalla distruzione di Filgaia, ma i guardiani sono capaci di ammassare tutte le loro energie per ricreare il mondo. Rudy, Jack e Cecilia salgono sul dispositivo di teletrasporto per essere teletrasportati su Filgaia, solamente che vengono fermati a metà viaggio dal mostruoso corpo di Zeikfried e la sua spada. L'indebolito Zeikfried (stavolta chiamato Zeikfried Tuvai) lancia l'ultimo disperato assalto agli eroi, benché venga sconfitto definitivamente, l'energia prodotta dalla battaglia destabilizza il portale, ma gli eroi riescono comunque ad attraversare il portale per tornare su Filgaia. il trio arriva a Ka Dingel mentre collassa, e Asgard li protegge dalle macerie, ma lo sforzo del Golem gli causa degli enormi danni e l'eroico Golem soccombe. Con i demoni sconfitti e la natura ristabilita, Jack e Rudy partono per un nuovo tragitto sebbene Cecilia rimanga ad Adlehyde per adempire i suoi doveri di sovrana. In una lettera lei scrive a Jack e Rudy, che invierà presto una sorpresa per aiutarli nel loro futuro da avventurieri, e gli rivela di riunirsi di nuovo insieme per una nuova avventura.

## Sviluppo
Wild Arms fu sviluppato dall'azienda di software giapponese, Media. Vision e inizialmente realizzato in Giappone nel tardo 1996. Nuova nel mercato dei GDR, Media. Vision creò precedentemente lo stile "corri e spara" per il videogioco Rapid Reload per Playstation un anno prima di Wild Arms. Sotto la direzione del produttore Takashi Fukushima e del Designer Afikumi Kaneko, Wild Arms fu sviluppato per essere un tradizionale videogioco di ruolo che incorporava il tema musicale del Vecchio West Americano e una storia modellata di elementi e sequenze di azione. Il rappresentante designer Yoshiniko Ito era responsabile per la maggior parte dei disegni dei personaggi.
La prima apparizione avvenne in un video demo del Playstation Jampack vol. 1 nel gennaio 1997. L'integrale versione di Wild Arms fu resa disponibile tre mesi dopo nel marzo 1997 dalla Sony Computer Entertainment America. Venendo realizzato prima dalla Entertainment Software Rating Board (ESRB) aggiornarono il loro sistema di valutazione dei videogiochi, il gioco ricevette due valutazioni separate dai Nord Americani: prima, "da bambini a adulti" (K-A), e più tardi "per chiunque" (E) per le copie stampate dopo il 1º gennaio 1998, benché entrambe le versioni contengono gli stessi software e numero di catalogo. Wild Arms fu tradotto più tardi nel 1998 nello stesso tempo in Francese e Tedesco per autorizzare le regioni PAL nel 1998, pubblicato dalla divisione europea dalla Sony Computer Entertainment. Le caratteristiche di Wild Arms sono una sequenza iniziale creata dagli studi di animazione della casa giapponese Madhouse, accompagnata dalla musica del compositore Michiko Naruke titolata "Nel Deserto". La canzone era provveduta da Kazuhiko Toyama e i fischi malinconici della canzone da Naoki Takao.

## Audio
Le colonne sonore di Wild Arms sono state composte interamente da Michiko Naruke e fortemente ispirate dagli spaghetti-western, con mandolini, chitarre elettriche e acustiche, piatti, trombe e fischi usati per ricreare l'atmosfera da Vecchio West. Il classico tema è presente anche in alcune tracce, con le melodie riprodotte da strumenti a corda e tamburi gravi per aumentare l'atmosfera o incrementare la tensione. Il tema di sottofondo "Lone Bird in the Shire", contiene dei canti di "Ecstasy of gold" di Ennio Morricone de Il buono, il brutto, il cattivo. Anche nella canzone suonata nel momento in cui Madre è risvegliata presenta dei tratti della canzone di "Farewell to Cheyenne". Il vero disco delle colonne sonore di Wild Arms fu inizialmente realizzato in Giappone il 22 gennaio 1997, e ristampato due anni dopo. La versione conteneva solo un semplice disco di musica del videogioco, più tardi venne realizzato un avanzato remake denominato Wild Arms Alter Code: F, poi una completa versione delle colonne sonore di Wild Arms contenenti tutte le musiche venne titolato Wild Arms Complete Tracks e creato il 6 aprile 2006.

## Approvazioni

### Critiche
Wild Arms raccolse delle critiche positive. La rivista Game Informer determinò che era stato "da sempre uno dei migliori GDR dell'anno", gloriato dalle battaglie in 3D in aggiunta dei colori 2D nella grafica del normale gameplay. Un'analisi online di GamePro nel 2000 aveva notato che a grafica non era ben "invecchiata", ma comunque rimaneva un gioco divertente, segnando il perfetto "fattore divertimento", ricevendo l'Editor's Choice award. Il videogioco ricevette una medio-alta critica su GameSpot e IGN websites, e ricevette ancora un punteggio medio-alto di 8,75/10 su Electronic Gaming Monthly, meritando il "premio d'argento", a differenza di altri videogiochi con dei punteggi di 8,0-8,9. Il gioco mantenne una punteggio di 83,3% su Game Rankings, riunendo gli esami delle 14 separate fonti.
Maggiori critiche su Wild Arms vennero fatte sulle miriadi di puzzle e mini-giochi che si somigliavano tra di loro durante tutto il gioco, descrivendo l'inizio delle "azioni orientate, che possono frustrare i fan dei GDR che non hanno dei riflessi rapidi". Il gioco è stato comparato al GDR Final Fantasy VII, realizzato dopo 5 mesi dopo l'uscita di Wild Arms venendo indicato come il gioco che voleva "Sopprimere il tuo appetito per Final Fantasy VII". GameSpot dichiarò che la grafica di Wild Arms era impressionante, e che a quel tempo le industrie non avevano quegli standard, osservando: "Anche se non è Final Fantasy VII, Wild Arms è geniale".

### Sequel
La serie di Wild Arms ha maturato alcuni giochi dall'uscita del primo titolo, con quattro sequel realizzati in Giappone del dicembre 2006, con adattamenti per cellulari, un manga, e un anime distribuito dalla ADV Films.

## Wild Arms Alter Code: F
Wild Arms Alter Code: F (ワイルドアームズ アルターコード・F?, Wairudo Āmuzu Arutā Kōdo Efu) è un remake di Wild Arms per Playstation 2. Il gioco è caratterizzato da ambienti interamente in 3D, cinque nuovi personaggi giocabili e molte altre migliorie. Il gioco creato nel Nord America fu rimandato fino a che venne finalmente realizzato nel 15 novembre 2005. La versione Nord Americana giunse con un DVD bonus incentrato sul primo episodio di anime della serie, Wild Arms: Twilight Venom. Alter Code: F non fu mai distribuito in Europa.
Quello che caratterizza il gioco sono i molti personaggi anziché il trio originale. Altri personaggi come Jane Maxwell, Macdullen Harts (chiamato Magdalene Harts nel remake), Emma Hetfield, Mariel, e Zed saranno disponibili per scambiarsi durante la battaglia. Tutti i dungeon hanno dei puzzle e disposizioni completamente diversi.
La grafica del gioco è stata integralmente convertita in 3D. La colonna sonora è stata pesantemente rielaborata o rimpiazzata interamente con nuove musiche. Numerosi FMV sono stati aggiunti in punti chiave del gioco e nelle evocazioni dei guardiani. Il sistema di annullamento dei combattimenti, nel quale il giocatore decide di scappare dalle battaglie casuali, è presente.